# Darthea Speyer
Pour les articles homonymes, voir Speyer.
Darthea Speyer est une galeriste américaine, née en 1919 et morte à Washington le 20 mai 2014. Elle était installée à Paris depuis les années 1950.

## Biographie
Née le 6 mars 1919 à Pittsburgh, aux États-Unis, Darthea Speyer suit des études en histoire de l'art à l'Institute of Fine Arts de l'université de New York.

### 1950-1968
Darthea Speyer est attachée culturelle à l'ambassade des États-Unis à Paris.
Elle est également responsable d'un important programme d'expositions consacré à l'art américain contemporain, présenté dans les musées parisiens, ainsi qu'en province. Elle expose les impressionnistes français des collections des musées américains à Paris à l'Orangerie, œuvres pour la première fois de retour en France. De Jean Clouet (Moyen Âge) à Matisse : 225 dessins français des collections américaines sont exposés au musée de l’Orangerie à Paris.
Elle participe par ailleurs à l'ouverture d'un centre culturel américain, 3 rue du Dragon, dans le 6e arrondissement de Paris.  
1959 : exposition de Jackson Pollock au musée d'art moderne de la ville de Paris.
1962 : exposition de Mark Rothko au Musée d’art moderne de la Ville de Paris.
1968 : Ouverture au mois de mai de la galerie Darthea Speyer.
Elle fait connaître au public français des artistes américains alors peu connus, tels que Georges Segal, Mark Tobey, Leon Golub, Ed Paschke, Peter Saul ou Beauford Delaney.

### 1989-2008
Elle expose aussi des artistes français, dont Roseline Granet qui, découverte par la Galerie Darthea Speyer, a reçu de nombreuses commandes publiques.
1989 : Exposition personnelle de Ed Paschke au Centre national d'art et de culture Georges-Pompidou.
1994 : Exposition de Leon Golub à l'American Center, Bercy, Paris.
Les collections publiques françaises, le FRAC, le FNAC, ainsi que plusieurs musées font l'acquisition des œuvres de ces artistes.
Darthea Speyer fait aussi de nombreuses donations aux collections publiques françaises.
Elle participe également à de nombreuses Foires internationales d'art contemporain (FIAC).
Depuis 1968, elle a organisé plus de 150 expositions personnelles, presque toujours accompagnées d'un catalogue, quelquefois bilingue français-anglais, et préfacés par des conservateurs français et américains. 
1998 : Mme Catherine Trautmann a promu Darthea Speyer au grade de commandeur de l'ordre des Arts et des Lettres.  
1999 : l’architecte Ed Tuttle demande à Darthea Speyer de choisir des œuvres d'artistes de sa galerie pour la décoration de l'Hôtel Park Hyatt, Paris-Vendôme. La sélection est internationale avec des artistes français, comme Christiane Durand ou Roseline Granet, allemands comme Irmgard Sigg, américains comme Fromboluti, Roy de Forest ou Ed Paschke, ou encore indiens comme le peintre Viswanadhan. 
2003 : Christian Sautter et Christophe Girard remettent à Darthea Speyer de la part du maire de Paris, Bertrand Delanoë, la médaille de la Ville de Paris (échelon vermeil).  
2008 : septembre-décembre. La galerie fête son quarantième anniversaire, et publie à cette occasion un livre présentant tous les cartons d'invitations édités depuis 1968.
La galerie Darthea Speyer, qui se situait au 6 rue Jacques-Callot, dans le 6e arrondissement de Paris, a définitivement fermée en mars 2010.